# 전새류

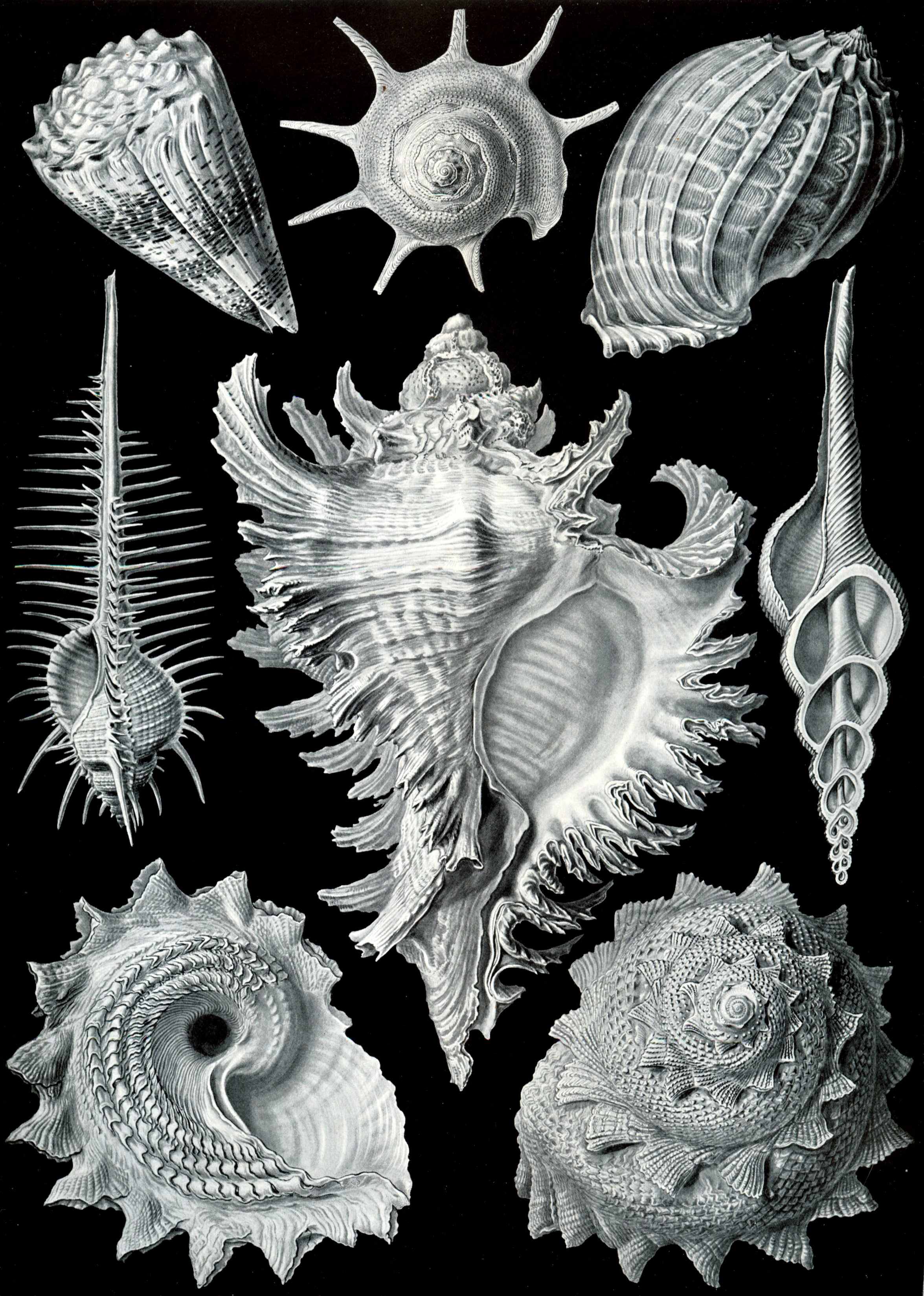
1904년 에른스트 헤켈의 《자연의 미적 형태(Art Forms of Nature)》에 실린 다양한 전새류 복족류 껍질

전새류(前鰓類, Prosobranchia) 또는 고둥류는 연체동물문 복족류 분류군의 하나이다. 아가미가 심장보다 앞에 있는 복족류의 총칭으로 아가미가 심장 뒷쪽에 위치하는 후새류(後鰓類, Opisthobranchia)와 대비되는 분류군이다. 이전에는 복족강의 하위 아강으로 취급하여 전새아강(前鰓亞綱)으로 분류했지만, 현재는 분기분류학적으로 다계통군으로 간주하여, 하나의 통일된 분류군으로 간주하지 않는다.